# Фильмография Марлона Брандо
Фильмография американского актёра Марлона Брандо. Жирным шрифтом выделены наиболее значимые фильмы в карьере актёра.
| Год  | Название                             | Роль                            | Примечания, номинации и награды |
| ---- | ------------------------------------ | ------------------------------- | --- |
| 1950 | Мужчины                              | Кеннет «Кен» Вилчек / «Бад»     | Дебютная роль в кино |
| 1951 | Трамвай «Желание»                    | Стэнли Ковальски                | Номинация — Премия «Оскар» за лучшую мужскую роль |
| 1952 | Вива, Сапата!                        | Эмилиано Сапата                 | Премия BAFTA за лучшую мужскую роль Приз за лучшую мужскую роль на Каннском кинофестивале Номинация — Премия «Оскар» за лучшую мужскую роль                                                                        |
| 1953 | Юлий Цезарь                          | Марк Антоний                    | Премия BAFTA за лучшую мужскую роль Номинация — Премия «Оскар» за лучшую мужскую роль |
| 1953 | Дикарь                               | Джонни Страблер                 | |
| 1954 | В порту                              | Терри Маллой                    | Премия «Оскар» за лучшую мужскую роль Премия BAFTA за лучшую мужскую роль Премия «Золотой глобус» за лучшую мужскую роль — драма                                                                                   |
| 1954 | Дезире: любовь императора Франции    | Наполеон I                      | |
| 1955 | Парни и куколки                      | Скай Мастерсон                  | |
| 1956 | Чайная церемония                     | Сакини                          | Номинация — Премия «Золотой глобус» за лучшую мужскую роль — комедия или мюзикл |
| 1957 | Сайонара                             | майор Ллойд «Ас» Грувер         | Номинация — Премия «Оскар» за лучшую мужскую роль Номинация — Премия «Золотой глобус» за лучшую мужскую роль — драма                                                                                               |
| 1958 | Молодые львы                         | лейтенант Кристиан Дистль       | Номинация — Премия BAFTA за лучшую мужскую роль |
| 1959 | Из породы беглецов                   | Валентин «Змеиная кожа» Ксавьер | |
| 1961 | Одноглазые валеты                    | Рио                             | также режиссёр |
| 1962 | Мятеж на «Баунти»                    | Флетчер Кристиан                | |
| 1963 | Гадкие американцы                    | посол Харрисон Картер МакУайт   | Номинация — Премия «Золотой глобус» за лучшую мужскую роль — драма |
| 1964 | Сказки на ночь                       | Фредди Бенсон                   | |
| 1965 | Моритури                             | Роберт Крэйн                    | |
| 1966 | Погоня                               | шериф Калдер                    | |
| 1966 | Аппалуза                             | Мэтт Флетчер                    | |
| 1967 | Графиня из Гонконга                  | Огден Мирс                      | |
| 1967 | Блики в золотом глазу                | майор Уэлдон Пендертон          | |
| 1968 | Сладкоежка                           | Гриндл                          | |
| 1968 | Ночь следующего дня                  | Шоффер                          | |
| 1969 | Кеймада                              | сэр Уильям Уокер                | |
| 1971 | Ночные пришельцы                     | Питер Куинт                     | Номинация — Премия BAFTA за лучшую мужскую роль |
| 1972 | Крёстный отец                        | Дон Вито Корлеоне               | Премия «Оскар» за лучшую мужскую роль Премия «Золотой глобус» за лучшую мужскую роль — драма Номинация — Премия BAFTA за лучшую мужскую роль                                                                       |
| 1972 | Последнее танго в Париже             | Пол                             | Номинация — Премия «Оскар» за лучшую мужскую роль Номинация — Премия BAFTA за лучшую мужскую роль |
| 1976 | Излучины Миссури                     | Роберт Е. Ли Клэйтон            | |
| 1978 | Супермен                             | Джор-Эл                         | |
| 1979 | Апокалипсис сегодня                  | полковник Уолтер Куртц          | |
| 1980 | Формула                              | Адам Штейфель                   | Номинация — Золотая малина за худшую мужскую роль второго плана |
| 1989 | Сухой белый сезон                    | Йен Маккензи                    | Номинация — Премия «Оскар» за лучшую мужскую роль второго плана Номинация — Премия BAFTA за лучшую мужскую роль второго плана Номинация — Премия «Золотой глобус» за лучшую мужскую роль второго плана — Кинофильм |
| 1990 | Первокурсник                         | Кармайн Сабатини                | |
| 1992 | Христофор Колумб: Завоевание Америки | Томас Торквемада                | Номинация — Золотая малина за худшую мужскую роль второго плана |
| 1995 | Дон Жуан де Марко                    | доктор Джек Миклер              | |
| 1996 | Остров доктора Моро                  | доктор Моро                     | Премия «Золотая малина» за худшую мужскую роль второго плана |
| 1997 | Храбрец                              | Маккарти                        | |
| 1998 | Лёгкие деньги                        | Уорден Свен «Швед» Соренсон     | |
| 2001 | Медвежатник                          | Макс                            | последний фильм |
| 2006 | Супермен 2: Версия Ричарда Доннера   | Джор-Эл                         | использование ранее утерянных кадров 1980 года |
| 2006 | Возвращение Супермена                | Джор-Эл                         | использование компьютерных технологий |